# Тайґер Вудс

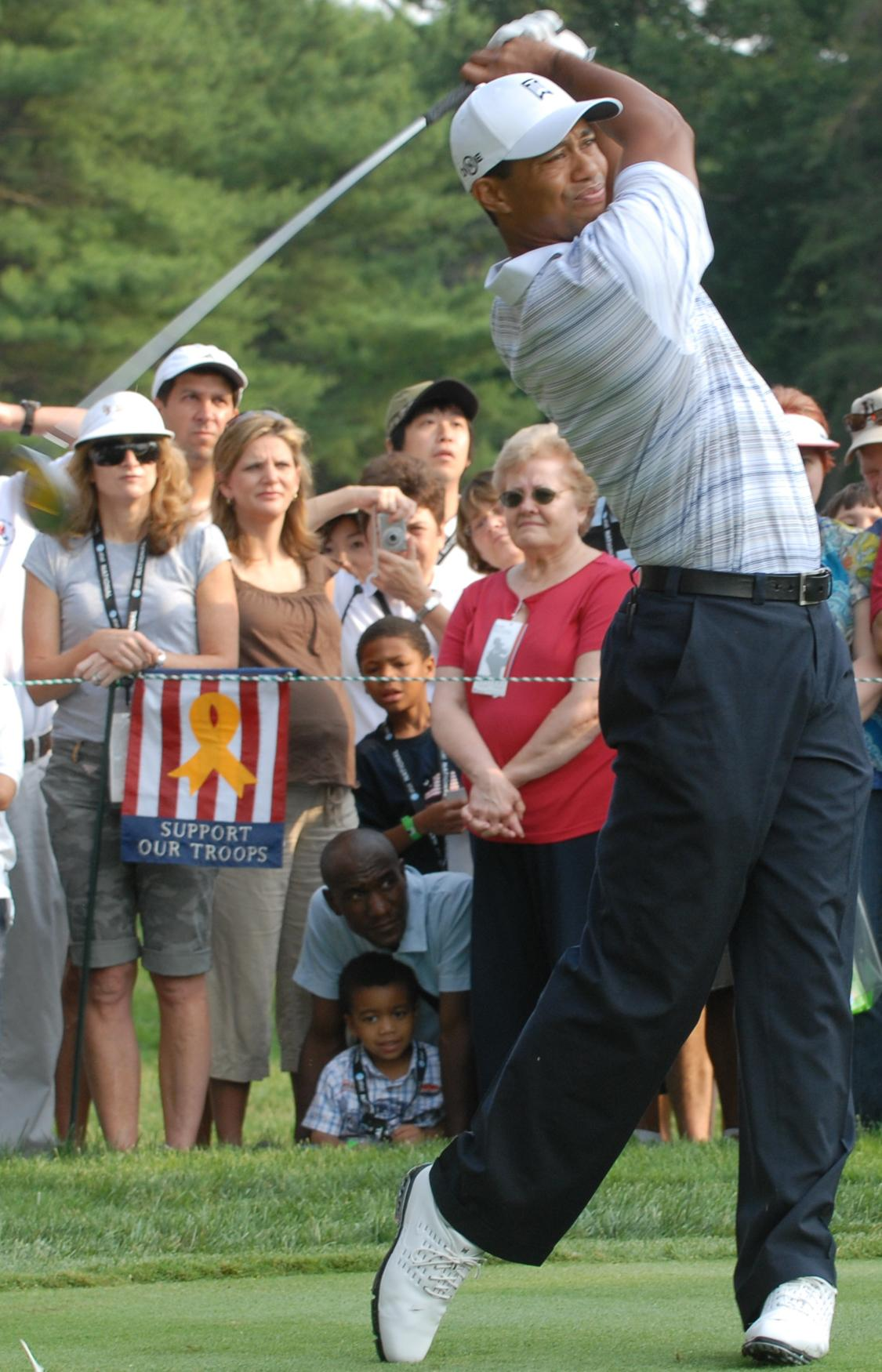
Тайґер Вудс у 2007 році

Елдрік Тонт Тайґер Вудс (англ. Eldrick Tont "Tiger" Woods, 30 грудня 1975) — американський гравець у гольф, одна з найвизначніших спортивних особистостей кінця XX — початку XXI століття. У 2008 році Тайґер Вудс був найбільш оплачуваним спортсменом світу, заробивши за рік приблизно 110 млн доларів США у вигляді призових грошей та прибутків від реклами.
Станом на літо 2009 року Вудс виграв 15 турнірів із четвірки найвизначніших та 67 турнірів професійної асоціації гольфу. Він наймолодший гольфіст, якому вдалося здобути великий шолом за кар'єру (тобто не впродовж одного календарного року).

## Особисте життя
Тайґер Вудс жартома називає себе «кабліназійцем» від кавказець (білий), блек (чорний), індіанець, азієць. За своїм етнічним походженням він на чверть негроїд, китаєць, таєць і на одну восьму індіанець та нідерландець.
Тайґером, тобто тигром, його назвав в'єтнамський приятель батька, ветерана війни у В'єтнамі. На час, коли він здобув популярність, так його називали уже всі.
Тайґер Вудс був одружений зі шведською моделлю Елін Нордеґрен і має двох дітей — доньку Сем Алексіс та сина Чарлі Акселя. Родина Вудсів мешкає в передмісті Орландо, Флорида. Вони мають також будинки у Вайомінгу, Каліфорнії та Швеції.
За віросповіданням Вудс буддист.

## Спортивна кар'єра

### Аматорський етап
Тайґер Вудс розпочав грати в гольф із двох років. У трирічному віці він проходив дев'ять лунок на гольфовій трасі військово-морського клубу в місті Кіпр (Каліфорнія) за 48 ударів. У восьмирічному віці він виграв дитячий чемпіонат світу для дітей 9-10 років. Загалом він вигравав юнацькі чемпіонати світу шість разів, чотири рази поспіль у проміжку між 1988 та 1991 роками.
В 1994 році Вудс став наймолодшим переможцем чемпіонату США серед аматорів (цей рекорд тримався до 2008 року). У 1995 році Тайґер вступив до Стенфордського університету, обравши своїм основним предметом економіку. Того ж року він захистив титул чемпіона США серед аматорів і вперше взяв участь в одному з найпрестижніших світових турнірів Мастерз, посівши 41 місце й ставши єдиним серед аматорів, які зуміли пробитися в заключну частину змагань. Наступного року двадцятирічний Вудс став першим гольфістом, який зумів виграти чемпіонат США серед аматорів тричі поспіль. На відкритому чемпіонаті Британії Вудс здобув срібну медаль, як найкращий серед аматорів із результатом 281. Того ж року він залишив університет, щоб стати професіональним гравцем.

## Професійна кар'єра

### Перші роки
Тайґер Вудс став професіональним гравцем у гольф у серпні 1996 року, одразу ж підписавши рекламні контракти з фірмами Nike на 40 млн доларів та Titleist на 20 млн доларів. Першим його турніром як професіонала був відкритий чемпіонат Великого Мілвокі, де він розділив 60-е місце. Проте впродовж наступних трьох місяців Тайґер виграв два турніри, що дозволило йому пробитися на чемпіонат туру. За ці успіхи журнал «Спортс Ілюстрейтед» назвав його спорсменом року й новачкому року туру ПГА. В цей час Вудс започаткував традицію одягати на завершальний день турніру червону сорочку — спогад про студентські часи у Стенфорді, а також як колір, що на його думку символізує агресивність й упевнене прямування до мети.
Наступного квітня Вудс виграв свій перший великий турнір — Мастерз, опередивши своїх супротивників на рекордні 12 ударів. Він став наймолодшим в історії переможцем одного із чотирьох великих турнірів. Того року він виграв ще три турніри ПГА, і 15 червня 1997 року, лише через 42 тижні після зачислення в лави професіональних гравців, вийшов на перше місце в офіційному світовому гольфовому рейтингу. Його назвали гравцем року ПГА, що теж було рекордом — вперше гравець отримував це звання тільки через рік після зачислення.
Від Вудса багато очікували й надалі, але в другій половині 1997 року він втратив форму, а в 1998 році виграв лише один турнір. Сам він пояснював цей спад тим, що під наглядом тренера Батча Гармона міняє техніку свого свінгу, тож сподівається на покращення результатів у майбутньому.

### Домінування в 1999—2002
У червні 1999 року Вудс виграв меморіальний турнір. Ця перемога ознаменувала початок найдовшого періоду домінування одного гравця в історії гольфу. 1999 рік Тайґер завершив перемогами в чотирьох турнірах поспіль. Серед виграних турнірів був і один із великих — чемпіонат ПГА. Загалом того року Вудс був першим вісім разів — такого ніхто не міг зробити вже 25 років. Його оголосили гравцем року ПГА, а також спортсменом року за версією Асошіейтед Прес (вдруге за три роки).
Сезон 2000 року Вудс розпочав із 5 перемог поспіль, що було тільки увертюрою до надзвичайного сезону, в якому гравцю покорилися три з чотирьох великих турнірів та дев'ять турнірів ПГА туру і встановив або повторив 27 рекордів. На відритому чемпіонаті Британії у Сент-Ендрюз, виграному з відривом у 9 ударів, Тайґер встановив рекорд усіх часів на чотирьох великих турнірах: 19 ударів нижче від пар. Після перемоги на відкритому чемпіонаті Канади, Вудс став тільки другим гольфістом в історії, якому пощастило виграти потрійну корону гольфу — чемпіонати США, Британії та Канади в один рік. Спортс Ілюстрейтед знову назвала його спортсменом року. Тайґер і досі залишається єдиним спортсменом, названим двічі.
Наступного року домінування Вудса продовжилося. Після перемоги в турнірі Мастерз 2001 року Вудс став єдиним гравцем за всю історію сучасних турнірів великого шолому, якому водночас належали всі чотири титули. Це досягнення тепер називають «шоломом Тайґера». Від справжнього великого шолому воно відрізняється тим, що перемоги були здобуті не впродовж одного року. Напрочуд, у решті з великих турнірів 2001 року Вудс був далеким від перемоги, але закінчив сезон із 5 виграними турнірами ПГА туру.
Сезон 2002 року розпочався вдало, Тайґер приєднався до компанії Ніка Фальдо та Джека Ніклауса, яким вдавалося вигравати Мастерз два роки поспіль. Через два місяці Вудс був єдиним гравцем із результатом нижче від пар у чемпіонаті США, що відродило сподівання на великий шолом, який вислизнув із рук 2000 року. Але 81 у третьому раунді відкритого чемпіонату Британії поховали ці надії. На чемпіонаті ПГА Тайґер був близьким до повторення рекордного виграшу трьох турнірів великого шолому, але боґі на 13-й та 14-й лунках останнього дня призвели до того, що він відстав від переможця на удар. Проте Вудс завоював приз Вардона за найбільшу суму призових та звання найкращого гравця року (вже учетверте поспіль).

### Зміна техніки свінгу
Впродовж наступних двох років Тайґер Вудс залишався одним із найкращих гольфістів світу, але його домінування закінчилося. Ні в 2003, ні в 2004 роках він не виграв жодного великого титулу, у 2003 році він завершив сезон із другим показником за кількістю призових грошей, у 2004-му — із четвертим. У вересні 2004 року завершився період його перебування на вершині рейтингу, який тривав 264 тижні. На перше місце вийшов Віджей Сінґх.
Спортивна преса багато розмірковувала над причинами такого спаду, пов'язуючи його то з розривом співпраці з тренером Батчем Гармоном, то з одруженням. Вудс стверджував, що він знову працює над зміною техніки свінгу, цього разу намагаючись зменшити навантаження на проопероване ліве коліно. І знову ж він стверджував, що повернеться до колишньої форми, як лише завершить роботу над змінами.

### Повернення 2005—2007 років
На початку сезону 2005 року Вудс знову повернувся на перше місце в рейтингу на один тиждень. У квітні Тайґер зумів подолати «посуху» і виграти турнір великого шолома — Мастерз. Ця перемога повернула йому перше місце в рейтингу. Впродовж наступних кількох місяців вони із Сінґхом мінялися місцями часто, але з липня перша позиція повернулася до Вудса надовго. Згодом він виграв відкритий чемпіонат США — свій десятий турнір великого шолома. У 2005-му він виграв також 6 турнірів ПГА-туру, і вшосте в своїй кар'єрі очолив список гольфістів за сумою виграних грошей.
2006 рік розпочався звичним домінуванням. Вудс виграв два турніри ПГА-туру і мав великі надії на п'ятий виграш Мастерз, але захистити титул не вдалося, і зелений піджак отримав Філ Мікельсон.
3-го травня після довгої боротьби із раком простати помер батько Тайґера Вудса. Вудс взяв відпустку на 9 тижнів, щоб бути із родиною. Він повернувся на чемпіонат США в ненайкращій формі — уперше за свою кар'єру професіонала він потрапив під скорочення, чим закінчив рекордну серію із 39 турнірів великого шолому, в яких він вписувався в число гольфістів, допущених до останніх двох днів змагань.
На відкритому чемпіонаті Британії 2006 Вудс продемонстрував клас у всіх елементах гри: розумінні траси, патингу, точності ударів залізними ключками. За чотири дні змагань він тільки один раз скористався драйвером — на 16-й лунці першого дня. Тільки чотири рази він не потрапив на фервей, і його загальний результат −18 тільки на один удар поступався власному рекорду −19. Свою перемогу Вудс посвятив батькові.
Через чотири тижні, на чемпіонаті ПГА 2006 року Тайґер знову впевнено переміг, маючи тільки три боґі — рівний з рекордним результат на турнірах великого шолома. Його результат був −18, рівний рекордному, встановленому Вудсом і Бобом Меєм у 2000 році. В серпні 2006 року Тайґер здобув свою 50-ту перемогу в професіональному турнірі. Він став наймолодшим гравцем, якому підкорилося це досягнення. На ту пору йому було тридцять років і сім місяців. Рік закінчився сімома перемогами в ПГА турнірах поспіль. Усьоме йому вручили приз найкращого гравця туру.
На відкритому чемпіонаті США з тенісу 2006-го року Вудс познайомився з Роджером Федерером, з яким у нього склалися якнайкращі стосунки — вони часто відвідуються турніри один одного і висловлюють повагу до таланту іншого.
На турнірі Мастерз 2007 року Вудс утринадцяте був у фінальній групі останнього дня змагань, але не зумів добитися перемоги, поділивши в підсумку друге місце, відставши на два удари від переможця Зака Джонсона.
На відкритому чемпіонаті Британії Вудс сподівався здобути третю перемогу поспіль, але витратив 75 ударів на другий день, і не зумів наздогнати супротивників. При непоганому патингу, його підводила гра залізними ключками. Зате чемпіонат ПГА він виграв з перевагою у два удари. Із цим досягненням Вудс став першим гравцем, якому вдавалося двічі вигравати чемпіонат ПГА двічі поспіль.

### 2008— сезон, обірваний травмою
На початку 2008 року Вудс виграв 5 турнірів ПГА-туру поспіль, проте в турнірі Мастерз не зумів показати найкращого результату, маючи серйозні проблеми з патінгом. Тож йому довелося задовольнитися другим місцем, відставши на три удари від переможця. 15 квітня Вудсу зробили третю операцію на коліні, тож йому довелося пропустити два місяці.
Тайґер повернувся до відкритого чемпіонату США, який йому вдалося виграти в напруженій боротьбі. Після чотирьох днів змагань він мав рівний показник із Рокко Медіате. Плейоф із 18 лунок знову зафіксував нічию, тож довелося грати за принципом раптової смерті. Вудсу кілька разів морщився при ударах, страдаючи від травми, тож Кенні Перрі прокоментував його гру словами: «Він побив усіх на одній нозі». Через два дні Вудс оголосив що потребує операції на лівому коліні, тож йому доведеться пропустити кінець сезону 2008. За його словами він уже 10 місяців грав із розірваною зв'язкою. Таким чином 14-та перемога Тайґера в мейджорах носила епічний характер. Вудс назвав її своєю найвизначнішою перемогою.

### 2009— повернення в тур
Тайґер Вудс повернувся на початку 2009 року і станом на початок липня виграв два турніри. Його виступ на Мастерз був не таким успішним — шосте місце, на чотири удари більше, ніж у переможця.

## Стиль гри
Для Вудса характерні дуже довгі драйви — удари зі стартового майданчика, які сильно змінили світ гольфу в часи, коли Тайґер розпочинав свою кар'єру. Однак надалі Вудс відмовився поновлювати спорядження, віддаючи перевагу точності над дальністю. У 2003 році Філ Майкелсон зауважив, що Тайґер використовує недосконале спорядження. Це зауваження не сподобалося ні Вудсу, ні його спонсорам. У 2004 році Вудс змінив свій драйвер на новий, з більшою головкою і графітовою трубкою, що знову повернуло його в лідери за дальністю удару.
Незважаючи на перевагу в силі, Вудс завжди зосереджувався на всіх елементах гри. В останні роки за точністю драйву він посідав останні місця в турі, а от удари залізними ключками у нього зазвичай точні, вміння виходити зі складних ситуацій, наприклад, із бункерів з піском, чудове. Але найбільше йому служить надзвичайно якісний патінг, особливо в стресових ситуаціях.
Завдяки Тайґеру Вудсу загальна атлетична підготовка гольфістів значно покращилася в останні роки. Він відомий тим, що тренується довше, ніж більшість.
На початку кар'єри Вудс працював майже винятково зі спеціалістом по свінгу Батчем Гармоном. Їхня співпраця розпочалася ще в 1993-му. З 2004 року тренером Вудса став Генк Гейні.
Хоча Вудс одна з найхаризматичніших персон в історії гольфу, його підхід до гри обережний. Коли він у формі, його перевага над іншими гравцями очевидна, але домінування досягається в основному не надзвичайно вдалими серіями, а відсутністю провалів. Вудс грає у 15-21 турнірах на рік, тоді, коли більшість гольфістів беруть участь в 25-30 турнірах. Він уміє зосередити зусилля на підготовці до основних стартів. У спілкуванні з пресою Тайґер теж притримується стриманої тактики.